# 大沙丘国家公园
大沙丘国家公园（Great Sand Dunes National Park and Preserve）是美国的一座国家公园，位于科罗拉多州萨沃奇县和阿拉莫萨县的最西边，于2004年9月13日被美国国会列入国家公园，总计面积约为85,000英亩（340平方公里）。

## 自然历史
公园包含北美洲最高的沙丘，最大高度229米。研究人员称，沙丘开始形成于4万4千年前。